# Ljubov' Jarovaja
Ljubov' Jarovaja (Любовь Яровая) è un film del 1970 diretto da Vladimir Aleksandrovič Fetin.